# Lucilia shenyangensis
Lucilia shenyangensis är en tvåvingeart som beskrevs av Fan 1965. Lucilia shenyangensis ingår i släktet Lucilia och familjen spyflugor. Inga underarter finns listade i Catalogue of Life.